# Puchar Francji w piłce siatkowej mężczyzn (2009/2010)
Rozgrywki o Puchar Francji w piłce siatkowej mężczyzn w sezonie 2009/2010 (Coupe de France) zainaugurowane zostały w listopadzie 2009 roku. Brały w nich udział kluby z Ligue A i Ligue B. 
Rozgrywki składały się z czterech rund: 1. rundy, 1/4 finału, 1/2 finału i finału.
Turniej finałowy rozegrany został w dniach 1-2 kwietnia 2010 roku w Palais des Sports de Gerland w Lyonie.
Zdobywcą Pucharu Francji została drużyna Tours Volley-Ball, która uzyskała prawo gry w Lidze Mistrzów 2010/2011.

## Drużyny uczestniczące
| Ligue A | Ligue B |
| --- | --- |
| - GFCO Ajaccio Volley-Ball - Club Alès en Cevennes Volley-Ball - Avignon Volley-Ball - Beauvais Oise Université Club - AS Cannes Volley-Ball - Montpellier Volley Université Club - Narbonne Volley - Nice Volley-Ball - Paris Volley - Stade Poitevin Volley-Ball Pro - Rennes Volley 35 - Foyer Laïque Saint-Quentin Volley-Ball - Arago de Sète - Spacer's Toulouse Volley-Ball - SAEMS Tourcoing Volley-Ball Lille Métropole - Tours Volley-Ball | - Asnières Volley 92 - CA Brive Corrèze Limousin Volley-Ball - Cambrai Volley-Ball - Amicale Laïque Canteleu-Maromme Volley-Ball - Chaumont Volley-Ball 52 - Dunkerque Dunes de Flandre Volley-Ball - Harnes Volley-Ball - ASUL Lyon Volley-Ball - Martigues Volley-Ball - Nancy Volley Maxéville-Jarville - UGS Nantes Rezé Métropole - AS Orange Nassau - Saint-Brieuc Côtes-d’Armor Volley-Ball - Saint-Nazaire Volley-Ball Atlantique |

## 1. runda

### Grupa A
|  |                                                 |                                       |                   |                                                       |   |               |               |       |
|  | Półfinał                                        | Półfinał                              | Półfinał          |                                                       |   | Finał         | Finał         | Finał |
|  | Półfinał                                        | Półfinał                              | Półfinał          |                                                       |   | Finał         | Finał         | Finał |
|  | 21.11.2009 - Nancy (25:23, 25:14, 25:18)        |                                       |                   |                                                       |   |               |               |       |
|  |                                                 |                                       |                   |                                                       |   |               |               |       |
|  | Arago de Sète                                   | Arago de Sète                         | 3                 |                                                       |   |               |               |       |
|  | Arago de Sète                                   | Arago de Sète                         | 3                 | 22.11.2009 - Nancy (20:25, 25:21, 25:17, 18:25, 9:15) |   |               |               |       |
|  | CA Brive Corrèze Limousin Volley-Ball           | CA Brive Corrèze Limousin Volley-Ball | 0                 |                                                       |   |               |               |       |
|  | CA Brive Corrèze Limousin Volley-Ball           | CA Brive Corrèze Limousin Volley-Ball | 0                 |                                                       |   | Arago de Sète | Arago de Sète | 2     |
|  | 21.11.2009 - Nancy (21:25, 25:23, 18:25, 10:25) |                                       |                   |                                                       |   | Arago de Sète | Arago de Sète | 2     |
|  |                                                 |                                       | Tours Volley-Ball | Tours Volley-Ball                                     | 3 |               |               |       |
|  | Nancy Volley                                    | Nancy Volley                          | Tours Volley-Ball | Tours Volley-Ball                                     | 3 | 1             |               |       |
|  | Nancy Volley                                    | Nancy Volley                          |                   |                                                       |   |               |               |       |
|  | Tours Volley-Ball                               | Tours Volley-Ball                     | 3                 |                                                       |   |               |               |       |
|  | Tours Volley-Ball                               | Tours Volley-Ball                     | 3                 |                                                       |   |               |               |       |

### Grupa B
|  |                                                  |                                    |                                    |                                                  |   |                    |                    |       |
|  | Półfinał                                         | Półfinał                           | Półfinał                           |                                                  |   | Finał              | Finał              | Finał |
|  | Półfinał                                         | Półfinał                           | Półfinał                           |                                                  |   | Finał              | Finał              | Finał |
|  | 21.11.2009 - Harnes (25:16, 25:17, 25:18)        |                                    |                                    |                                                  |   |                    |                    |       |
|  |                                                  |                                    |                                    |                                                  |   |                    |                    |       |
|  | Harnes Volley-Ball                               | Harnes Volley-Ball                 | 3                                  |                                                  |   |                    |                    |       |
|  | Harnes Volley-Ball                               | Harnes Volley-Ball                 | 3                                  | 22.11.2009 - Harnes (19:25, 30:28, 17:25, 22:25) |   |                    |                    |       |
|  | AS Orange Nassau                                 | AS Orange Nassau                   | 0                                  |                                                  |   |                    |                    |       |
|  | AS Orange Nassau                                 | AS Orange Nassau                   | 0                                  |                                                  |   | Harnes Volley-Ball | Harnes Volley-Ball | 1     |
|  | 21.11.2009 - Harnes (23:25, 25:22, 23:25, 28:30) |                                    |                                    |                                                  |   | Harnes Volley-Ball | Harnes Volley-Ball | 1     |
|  |                                                  |                                    | Montpellier Volley Université Club | Montpellier Volley Université Club               | 3 |                    |                    |       |
|  | Rennes Volley 35                                 | Rennes Volley 35                   | Montpellier Volley Université Club | Montpellier Volley Université Club               | 3 | 1                  |                    |       |
|  | Rennes Volley 35                                 | Rennes Volley 35                   |                                    |                                                  |   |                    |                    |       |
|  | Montpellier Volley Université Club               | Montpellier Volley Université Club | 3                                  |                                                  |   |                    |                    |       |
|  | Montpellier Volley Université Club               | Montpellier Volley Université Club | 3                                  |                                                  |   |                    |                    |       |

### Grupa C
|  |                                                          |                       |              |                                                   |   |                  |                  |       |
|  | Półfinał                                                 | Półfinał              | Półfinał     |                                                   |   | Finał            | Finał            | Finał |
|  | Półfinał                                                 | Półfinał              | Półfinał     |                                                   |   | Finał            | Finał            | Finał |
|  | 21.11.2009 - Cambrai (18:25, 16:25, 25:20, 22:25)        |                       |              |                                                   |   |                  |                  |       |
|  |                                                          |                       |              |                                                   |   |                  |                  |       |
|  | Martigues Volley-Ball                                    | Martigues Volley-Ball | 1            |                                                   |   |                  |                  |       |
|  | Martigues Volley-Ball                                    | Martigues Volley-Ball | 1            | 22.11.2009 - Cambrai (23:25, 25:17, 25:23, 25:20) |   |                  |                  |       |
|  | Nice Volley-Ball                                         | Nice Volley-Ball      | 3            |                                                   |   |                  |                  |       |
|  | Nice Volley-Ball                                         | Nice Volley-Ball      | 3            |                                                   |   | Nice Volley-Ball | Nice Volley-Ball | 3     |
|  | 21.11.2009 - Cambrai (21:25, 25:19, 25:23, 21:25, 13:15) |                       |              |                                                   |   | Nice Volley-Ball | Nice Volley-Ball | 3     |
|  |                                                          |                       | Paris Volley | Paris Volley                                      | 1 |                  |                  |       |
|  | Cambrai Volley-Ball                                      | Cambrai Volley-Ball   | Paris Volley | Paris Volley                                      | 1 | 2                |                  |       |
|  | Cambrai Volley-Ball                                      | Cambrai Volley-Ball   |              |                                                   |   |                  |                  |       |
|  | Paris Volley                                             | Paris Volley          | 3            |                                                   |   |                  |                  |       |
|  | Paris Volley                                             | Paris Volley          | 3            |                                                   |   |                  |                  |       |

### Grupa D
|  |                                                           |                                             |                                             |                                             |   |                       |                       |       |
|  | Półfinał                                                  | Półfinał                                    | Półfinał                                    |                                             |   | Finał                 | Finał                 | Finał |
|  | Półfinał                                                  | Półfinał                                    | Półfinał                                    |                                             |   | Finał                 | Finał                 | Finał |
|  | 21.11.2009 - Canteleu (25:19, 25:20, 25:20)               |                                             |                                             |                                             |   |                       |                       |       |
|  |                                                           |                                             |                                             |                                             |   |                       |                       |       |
|  | AS Cannes Volley-Ball                                     | AS Cannes Volley-Ball                       | 3                                           |                                             |   |                       |                       |       |
|  | AS Cannes Volley-Ball                                     | AS Cannes Volley-Ball                       | 3                                           | 22.11.2009 - Canteleu (25:23, 25:20, 25:19) |   |                       |                       |       |
|  | Narbonne Volley                                           | Narbonne Volley                             | 0                                           |                                             |   |                       |                       |       |
|  | Narbonne Volley                                           | Narbonne Volley                             | 0                                           |                                             |   | AS Cannes Volley-Ball | AS Cannes Volley-Ball | 3     |
|  | 21.11.2009 - Canteleu (25:22, 24:26, 17:25, 25:20, 15:12) |                                             |                                             |                                             |   | AS Cannes Volley-Ball | AS Cannes Volley-Ball | 3     |
|  |                                                           |                                             | Amicale Laïque Canteleu-Maromme Volley-Ball | Amicale Laïque Canteleu-Maromme Volley-Ball | 0 |                       |                       |       |
|  | Amicale Laïque Canteleu-Maromme Volley-Ball               | Amicale Laïque Canteleu-Maromme Volley-Ball | Amicale Laïque Canteleu-Maromme Volley-Ball | Amicale Laïque Canteleu-Maromme Volley-Ball | 0 | 3                     |                       |       |
|  | Amicale Laïque Canteleu-Maromme Volley-Ball               | Amicale Laïque Canteleu-Maromme Volley-Ball |                                             |                                             |   |                       |                       |       |
|  | Saint-Brieuc Côtes-d’Armor Volley-Ball                    | Saint-Brieuc Côtes-d’Armor Volley-Ball      | 2                                           |                                             |   |                       |                       |       |
|  | Saint-Brieuc Côtes-d’Armor Volley-Ball                    | Saint-Brieuc Côtes-d’Armor Volley-Ball      | 2                                           |                                             |   |                       |                       |       |

### Grupa E
|  |                                                |                                |                       |                                         |   |                                |                                |       |
|  | Półfinał                                       | Półfinał                       | Półfinał              |                                         |   | Finał                          | Finał                          | Finał |
|  | Półfinał                                       | Półfinał                       | Półfinał              |                                         |   | Finał                          | Finał                          | Finał |
|  | 21.11.2009 - Lyon (25:12, 25:23, 25:15)        |                                |                       |                                         |   |                                |                                |       |
|  |                                                |                                |                       |                                         |   |                                |                                |       |
|  | Stade Poitevin Volley-Ball Pro                 | Stade Poitevin Volley-Ball Pro | 3                     |                                         |   |                                |                                |       |
|  | Stade Poitevin Volley-Ball Pro                 | Stade Poitevin Volley-Ball Pro | 3                     | 22.11.2009 - Lyon (31:29, 25:19, 25:22) |   |                                |                                |       |
|  | GFCO Ajaccio Volley-Ball                       | GFCO Ajaccio Volley-Ball       | 0                     |                                         |   |                                |                                |       |
|  | GFCO Ajaccio Volley-Ball                       | GFCO Ajaccio Volley-Ball       | 0                     |                                         |   | Stade Poitevin Volley-Ball Pro | Stade Poitevin Volley-Ball Pro | 3     |
|  | 21.11.2009 - Lyon (25:21, 22:25, 26:24, 25:21) |                                |                       |                                         |   | Stade Poitevin Volley-Ball Pro | Stade Poitevin Volley-Ball Pro | 3     |
|  |                                                |                                | ASUL Lyon Volley-Ball | ASUL Lyon Volley-Ball                   | 0 |                                |                                |       |
|  | ASUL Lyon Volley-Ball                          | ASUL Lyon Volley-Ball          | ASUL Lyon Volley-Ball | ASUL Lyon Volley-Ball                   | 0 | 3                              |                                |       |
|  | ASUL Lyon Volley-Ball                          | ASUL Lyon Volley-Ball          |                       |                                         |   |                                |                                |       |
|  | Asnières Volley 92                             | Asnières Volley 92             | 1                     |                                         |   |                                |                                |       |
|  | Asnières Volley 92                             | Asnières Volley 92             | 1                     |                                         |   |                                |                                |       |

### Grupa F
|  |                                                         |                                        |                         |                                                         |   |                               |                               |       |
|  | Półfinał                                                | Półfinał                               | Półfinał                |                                                         |   | Finał                         | Finał                         | Finał |
|  | Półfinał                                                | Półfinał                               | Półfinał                |                                                         |   | Finał                         | Finał                         | Finał |
|  | 21.11.2009 - Saint-Nazaire (18:25, 25:23, 25:19, 28:26) |                                        |                         |                                                         |   |                               |                               |       |
|  |                                                         |                                        |                         |                                                         |   |                               |                               |       |
|  | Spacer's Toulouse Volley-Ball                           | Spacer's Toulouse Volley-Ball          | 3                       |                                                         |   |                               |                               |       |
|  | Spacer's Toulouse Volley-Ball                           | Spacer's Toulouse Volley-Ball          | 3                       | 22.11.2009 - Saint-Nazaire (25:22, 22:25, 25:22, 25:23) |   |                               |                               |       |
|  | Foyer Laïque Saint-Quentin Volley-Ball                  | Foyer Laïque Saint-Quentin Volley-Ball | 1                       |                                                         |   |                               |                               |       |
|  | Foyer Laïque Saint-Quentin Volley-Ball                  | Foyer Laïque Saint-Quentin Volley-Ball | 1                       |                                                         |   | Spacer's Toulouse Volley-Ball | Spacer's Toulouse Volley-Ball | 3     |
|  | 21.11.2009 - Saint-Nazaire (22:25, 25:19, 25:19, 25:20) |                                        |                         |                                                         |   | Spacer's Toulouse Volley-Ball | Spacer's Toulouse Volley-Ball | 3     |
|  |                                                         |                                        | Chaumont Volley-Ball 52 | Chaumont Volley-Ball 52                                 | 1 |                               |                               |       |
|  | Chaumont Volley-Ball 52                                 | Chaumont Volley-Ball 52                | Chaumont Volley-Ball 52 | Chaumont Volley-Ball 52                                 | 1 | 3                             |                               |       |
|  | Chaumont Volley-Ball 52                                 | Chaumont Volley-Ball 52                |                         |                                                         |   |                               |                               |       |
|  | Saint-Nazaire Volley-Ball Atlantique                    | Saint-Nazaire Volley-Ball Atlantique   | 1                       |                                                         |   |                               |                               |       |
|  | Saint-Nazaire Volley-Ball Atlantique                    | Saint-Nazaire Volley-Ball Atlantique   | 1                       |                                                         |   |                               |                               |       |

### Grupa G
Tabela
| Poz. | Reprezentacja                          | Pkt | Mecze | Mecze | Mecze | Sety | Sety | Sety  | Małe punkty | Małe punkty | Małe punkty |
| Poz. | Reprezentacja                          | Pkt | M     | Z     | P     | wyg. | prz. | ratio | zdob.       | str.        | ratio       |
| ---- | -------------------------------------- | --- | ----- | ----- | ----- | ---- | ---- | ----- | ----------- | ----------- | ----------- |
| 1    | Beauvais Oise Université Club          | 6   | 2     | 2     | 0     | 6    | 0    | MAX   | 150         | 108         | 1,389       |
| 2    | Dunkerque Dunes de Flandre Volley-Ball | 3   | 2     | 1     | 1     | 3    | 3    | 1,000 | 131         | 103         | 1,272       |
| 3    | Avignon Volley-Ball                    | 0   | 2     | 0     | 2     | 0    | 6    | 0,000 | 80          | 150         | 0,533       |

| awans do 1/4 finału |

Wyniki
| 20.11.2009 | Dunkerque Dunes de Flandre Volley-Ball | 0:3 (23:25, 16:25, 17:25) | Beauvais Oise Université Club |

| 21.11.2009 | Beauvais Oise Université Club | 3:0 (25:16, 25:18, 25:18) | Avignon Volley-Ball |

| 22.11.2009 | Dunkerque Dunes de Flandre Volley-Ball | 3:0 (25:21, 25:7, 25:0) | Avignon Volley-Ball |

### Grupa H
Tabela
| Poz. | Reprezentacja                               | Pkt | Mecze | Mecze | Mecze | Sety | Sety | Sety  | Małe punkty | Małe punkty | Małe punkty |
| Poz. | Reprezentacja                               | Pkt | M     | Z     | P     | wyg. | prz. | ratio | zdob.       | str.        | ratio       |
| ---- | ------------------------------------------- | --- | ----- | ----- | ----- | ---- | ---- | ----- | ----------- | ----------- | ----------- |
| 1    | SAEMS Tourcoing Volley-Ball Lille Métropole | 6   | 2     | 2     | 0     | 6    | 1    | 6,000 | 176         | 139         | 1,266       |
| 2    | Club Alès en Cevennes Volley-Ball           | 3   | 2     | 1     | 1     | 4    | 5    | 0,800 | 194         | 212         | 0,915       |
| 3    | UGS Nantes Rezé Métropole                   | 0   | 2     | 0     | 2     | 2    | 6    | 0,333 | 163         | 182         | 0,896       |

Wyniki
| 20.11.2009 | UGS Nantes Rezé Métropole | 0:3 (10:25, 19:25, 23:25) | SAEMS Tourcoing Volley-Ball Lille Métropole |

| 21.11.2009 | SAEMS Tourcoing Volley-Ball Lille Métropole | 3:1 (25:20, 30:28, 21:25, 25:14) | Club Alès en Cevennes Volley-Ball |

| 22.11.2009 | UGS Nantes Rezé Métropole | 2:3 (25:17, 25:23, 25:27, 23:25, 13:15) | Club Alès en Cevennes Volley-Ball |

## 1/4 finału
| 16.03.2010 | Beauvais Oise Université Club | 1:3 (23:25, 22:25, 25:18, 20:25) | Montpellier Volley Université Club |

| 16.03.2010 | Spacer's Toulouse Volley-Ball | 0:3 (20:25, 24:26, 23:25) | Tours Volley-Ball |

| 17.03.2010 | AS Cannes Volley-Ball | 1:3 (18:25, 23:25, 25:23, 18:25) | Stade Poitevin Volley-Ball Pro |

| 16.03.2010 | Nice Volley-Ball | 3:1 (31:29, 26:24, 21:25, 30:28) | SAEMS Tourcoing Volley-Ball Lille Métropole |

## 1/2 finału
| 01.04.2010 | Montpellier Volley Université Club | 3:1 (25:22, 21:25, 25:22, 25:14) | Nice Volley-Ball |

| 01.04.2010 | Tours Volley-Ball | 3:2 (23:25, 23:25, 25:22, 25:20, 15:8) | Stade Poitevin Volley-Ball Pro |

## Finał
| 02.04.2010 | Montpellier Volley Université Club | 0:3 (21:25, 21:25, 18:25) | Tours Volley-Ball |

## Klasyfikacja końcowa
| Miejsce | Zespół                                      |
| ------- | ------------------------------------------- |
| złoto   | Tours Volley-Ball                           |
| 2.      | Montpellier Volley Université Club          |
| 3-4.    | Nice Volley-Ball                            |
| 3-4.    | Stade Poitevin Volley-Ball Pro              |
| 5-8.    | Beauvais Oise Université Club               |
| 5-8.    | AS Cannes Volley-Ball                       |
| 5-8.    | Spacer's Toulouse Volley-Ball               |
| 5-8.    | SAEMS Tourcoing Volley-Ball Lille Métropole |